# Hans von Schweinichen
Hans von Schweinichen, né le 25 juin 1552 au château Grodziec (Silésie) et mort le 23 août 1616 à Liegnitz, est un courtisan du duché de Liegnitz et écrivain autobiographique.

## Biographie
Il est issu d'une branche latérale de la noble famille von Schweinichen (en polonais : Świnkowie), qui demeurait au château de Schweinhaus près de Bolkenhain. Au cours des ses premières années, il a vécu au manoir de Mertschütz. En 1562, sa famille s'installe à Liegnitz et il suit l'école à Goldberg en 1566.
Il passe ensuite plusieurs années au château des Piast à Liegnitz comme gentilhomme de la chambre (Kammerjunker) du duc renversé Frédéric III puis accompagne son père, Georg von Schweinichen, commandant du district de Złotoryja, en voyage d'affaires dans le pays. Quelques années plus tard, il lui-même est entré au service du duc Henri XI en tant que maréchal de la cour. Chargé des affaires économiques du duc erratique, il est apparu que cette tâche nécessitait beaucoup d'efforts et de doigté.
Fortement endetté, Henri XI est finalement arrêté à Prague par ordre de l'empereur Rodolphe II, souverain de la couronne de Bohême, en 1581. Hans von Schweinichen s'installe alors sur une exploitation agricole louée. Ses finances rétablies, il récupère sa propriété familiale de Mertschütz. Après la mort de Henri XI, le 3 mars 1588, il entre au service de son frère cadet le duc Frederick IV qui meurt en 1596 puis de son cousin le duc Joachim-Frédéric de Brzeg. Agé, il vend sa propriété de Mertschütz et s'installe dans une maison à Liegnitz où il finit sa vie.
Hans von Schweinichen s'est marié deux fois n'ayant pas eu d'enfants. Enterré dans l'église de Saint Jean-Baptiste, aux côtés de ses maîtres de la maison Piast, sa tombe a disparu lors de la reconstruction de l'église au XVIIIe siècle.

## Écrits
Schweinichen est célèbre pour ses mémoires, journal qui commence en 1568 et finit en 1602, témoignage direct de l'histoire et de la culture de son temps qui a été publié pour la première fois de 1820 à 1822 par Johann Gustav Gottlieb Büsching. On lui doit aussi une biographie du duc Henri XI de Liegnitz.